# We Go Up
We Go Up (с англ. — «Мы Поднимаемся») — второй мини-альбом южнокорейского бой-бенда NCT Dream третьего юнита NCT. Альбом вышел 3 сентября 2018 года лейблом SM Enertainment при поддержке Iriver. Альбом включает в себя в общей сложности шесть треков и одноимённый заглавный трек.

## Предпосылки и релиз
Музыкальное видео на первый сингл и заглавный трек был выпущен 30 августа 2018. Это городской хип-хоп трек о командном духе.
Песня «Dear Dream» написана в соавторстве участниками группы: Марком, Джено, Джемином и Джисоном, это прощальная песня для Марка перед его выпуском из юнита.

## Промоушен
С 28 по 30 сентября NCT Dream трижды проводили в SMTOWN Theatre COEX Artium музыкальный концерт «NCT DREAM SHOW».

## Критика
Альбом вошел в чарте Billboard World Albums на 5 строчке, и Heatseekers Albums chart на 7 строчке; что является лучшим результатом NCT Dream в США на сегодняшний день.
Этот альбом также занял первую строчку в корейском музыкальном чарте.

## Трек-лист
| №                   | Название                   | Текст песни                                      | Музыка                                         | Длительность |
| ------------------- | -------------------------- | ------------------------------------------------ | ---------------------------------------------- | ------------ |
| 1.                  | «We Go Up»                 | Kenzie Mark                                      | MZMC Bazzi [ 5 ] Mike Woods Kevin White Kenzie | 3:03         |
| 2.                  | «1, 2, 3»                  | Hwang Yu-bin                                     | August Rigo The Stereotypes                    | 3:01         |
| 3.                  | «너와 나 (Beautiful Time)» | Seo Ji-eum Kim In-ha Mark                        | MLC Erik Lidbom                                | 3:27         |
| 4.                  | «Drippin'»                 | January 8th (Jam Factory) Mark                   | Jonatan Gusmark Ludvig Evers Deez Cazzi Opeia  | 3:17         |
| 5.                  | «Dear Dream»               | Song Carat (Jam Factory) Jisung Jaemin Jeno Mark | Anton Ewald Simon Johansson Sebastian Thott    | 3:09         |
| 6.                  | «We Go Up (靑春接力)»      | Zhong Wei Jie                                    | MZMC Bazzi Mike Woods Kevin White Kenzie       | 3:03         |
| Общая длительность: | Общая длительность:        | Общая длительность:                              | Общая длительность:                            | 19:00        |

## Чарты
| Чарты (2018)                  | Позиции в чартах |
| ----------------------------- | ---------------- |
| French Download Albums (SNEP) | 68               |
| South Korean Albums (Gaon)    | 1                |
| UK Download Albums (OCC)      | 97               |

| Чарты (2018)               | Позиции в чартах |
| -------------------------- | ---------------- |
| Chinese Albums (YinYueTai) | 29               |
| South Korean Albums (Gaon) | 22               |